# Gørlev-Bakkendrup Sogn
Gørlev-Bakkendrup Sogn er et sogn i Kalundborg Provsti (Roskilde Stift). 
I 1800-tallet var Bakkendrup Sogn anneks til Gørlev Sogn. Begge sogne hørte til Løve Herred i Holbæk Amt. Gørlev-Bakkendrup sognekommune blev ved kommunalreformen i 1970 kernen i Gørlev Kommune, der ved strukturreformen i 2007 indgik i Kalundborg Kommune.
I Gørlev-Bakkendrup Sogn findes Gørlev Kirke og Bakkendrup Kirke.
Sognet blev dannet 1. december 2024 ved sammenlægning af Gørlev Sogn og Bakkendrup Sogn
- Bakkendrup Kirke
- Gørlev Kirke

I sognet findes følgende autoriserede stednavne:
- Gørlev (bebyggelse)
- Gørlev By (bebyggelse, ejerlav)
- Gørlev Mose (bebyggelse)
- Jødeland (bebyggelse)
- Kvægsholm (bebyggelse)
- Ornum (bebyggelse)
- Rye (bebyggelse)
- Rye By (bebyggelse, ejerlav)
- Rye Mose (bebyggelse)
- Slibestenen (bebyggelse)
- Ulstrup (bebyggelse)
- Ulstrup By (bebyggelse, ejerlav)
- Ågerup Mølle (bebyggelse, ejerlav)
- Ågård (landbrugsejendom)
- Ågård Hgd. (ejerlav, landbrugsejendom)